# 格利泽777b
格利泽777b，也被称为格利泽777Ab或HD 190360b，是一颗位于天鹅座、距离地球约52光年的系外行星，其母星为格利泽777系统中的主星格利泽777A。2002年，日内瓦系外行星搜寻计划小组利用视向速度法发现了该行星。它的质量下限为1.5MJ，但是大小和木星基本相当。由于至今还不知道该行星的轨道倾角，所以其真实质量还是一个未知数，但预计不会超出其质量下限太多。
该行星是已知的轨道最长的系外行星之一。其轨道与中央恒星的平均距离并不大，大约相当于木星至太阳的距离。但是，与木星不同的是，该行星是在一个高离心率轨道上运行。其近拱点距离中央恒星仅2.51天文单位，而远拱点则距离中央恒星5.33天文单位。格利泽777系统中红矮星伴星的引力作用可能是导致该行星轨道离心率偏高的原因。
由于所能探测到的格利泽777b的信号十分微弱，科学家最初预计其轨道接近于圆周，是一颗近似木星的行星，甚至还可能拥有数颗大型卫星。而格利泽777系统的内层空间则可能较为稳定，适合类地行星的存在；尽管在该空间中已经存在了一颗质量较小的、类似于海王星的行星，其轨道距离中央恒星仅0.12天文单位，轨道周期为17地球日。